# شهرستان قشم
شهرستان قشم، یکی از شهرستان‌های استان هرمزگان ایران است. مرکز این شهرستان، شهر قشم است.
این شهرستان در تاریخ ۱۷ خرداد ۱۳۵۵ از شهرستان بندرعباس جدا شد و مستقل گردید.
نام پیشین این شهرستان، آبان بود که در تاریخ ۸ اسفند ۱۳۵۸ به قشم تغییرنام پیدا کرد.

## موقعیت جغرافیایی
شهرستان قشم از ۳ جزیره قشم، هنگام و لارک تشکیل شده است که در خلیج فارس قرار دارد؛ در نتیجه از طریق خشکی با شهرستان‌های استان هرمزگان همسایگی ندارد.

## تقسیمات کشوری
شهرستان قشم دارای ۳ بخش، ۷ دهستان و ۶ شهر به نام‌های زیر است:

### شهرستان قشم
| بخش   | مرکز بخش | جمعیت بخش ۱۳۹۵ | نام دهستان | مرکز دهستان | جمعیت دهستان ۱۳۹۵ | شهر                        | جمعیت شهر ۱۳۹۵                            |
| ----- | -------- | -------------- | ---------- | ----------- | ----------------- | -------------------------- | ----------------------------------------- |
| مرکزی | قشم      | ۱۰۵٬۳۷۶ نفر    | حومه       | درگهان      | ۲۶٬۷۷۷ نفر        | قشم درگهان بندر لافت رمکان | ۴۰٬۶۷۸ نفر ۱۴٬۵۲۵ نفر ۴٬۶۶۸ نفر ۴٬۴۷۳ نفر |
| مرکزی | قشم      | ۱۰۵٬۳۷۶ نفر    | رمکان      | توریان      | ۱۳٬۸۳۴ نفر        | قشم درگهان بندر لافت رمکان | ۴۰٬۶۷۸ نفر ۱۴٬۵۲۵ نفر ۴٬۶۶۸ نفر ۴٬۴۷۳ نفر |
| مرکزی | قشم      | ۱۰۵٬۳۷۶ نفر    | لارک       | لارک شهری   | ۴۲۱ نفر           | قشم درگهان بندر لافت رمکان | ۴۰٬۶۷۸ نفر ۱۴٬۵۲۵ نفر ۴٬۶۶۸ نفر ۴٬۴۷۳ نفر |
| حرا   | طبل      | ۲۴٬۴۹۲ نفر     | دولاب      | دولاب       | ۱۰٬۵۹۱ نفر        | طبل                        | ۴٬۰۶۹ نفر                                 |
| حرا   | طبل      | ۲۴٬۴۹۲ نفر     | سلخ        | طبل         | ۹٬۸۳۲ نفر         | طبل                        | ۴٬۰۶۹ نفر                                 |
| شهاب  | سوزا     | ۱۳٬۲۰۲ نفر     | سوزا       | سوزا        | ۶٬۹۷۴ نفر         | سوزا                       | ۵٬۷۰۷ نفر                                 |
| شهاب  | سوزا     | ۱۳٬۲۰۲ نفر     | هنگام      | هنگام جدید  | ۵۲۱ نفر           | سوزا                       | ۵٬۷۰۷ نفر                                 |

## جمعیت
بر پایه سرشماری عمومی نفوس و مسکن در سال ۱۳۹۵، جمعیت شهرستان قشم برابر با ۱۴۳٬۱۰۲ نفر بوده است.